# Jean-Baptiste Carnoy

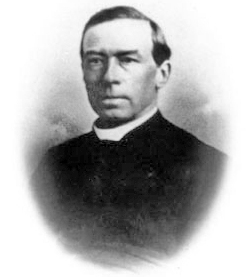
Jean-Baptiste Carnoy

Jean-Baptiste Carnoy (* 11. Januar oder 22. Januar 1836 in Rumillies bei Tournai (Belgien); † 6. September 1899 in Schuls (Schweiz)) war ein belgischer römisch-katholischer Priester und Zellbiologe.
Nach dem Studium der Naturwissenschaften und einer Dissertation auf diesem Gebiet ging Carnoy nach Bonn, Leipzig, Berlin und Wien. In Bonn arbeitete er mit Johannes von Hanstein zusammen. Danach wurde er nach Rom geschickt, um dort die Diözese von Tournai zu vertreten. Dort arbeitete er unter anderem mit Francesco Castracane degli Antelminelli (1817–1899) auf naturwissenschaftlichem Gebiet zusammen. Nach seiner Zurückberufung nach Belgien im Jahre 1868 sollte er an der Universität Löwen einen Kurs in Allgemeiner Biologie begründen. Finanzielle Schwierigkeiten an der Universität hinderten Carnoy jedoch zunächst daran, diesen Plan in die Tat umzusetzen. Er wurde stattdessen Vikar in Celles bei Tournai. 1876 wurde Carnoy erneut an die Universität Löwen berufen, wo er zunächst praktische Mikroskopie unterrichtete und 1879 sein „Manuel de microscopie“ veröffentlichte. Später gründete Carnoy eine Schule für Zellbiologie an der Universität Löwen, die erste ihrer Art weltweit. Seit 1884 gab er die Zeitschrift „La Cellule“ heraus.
Carnoy beschäftigte sich unter anderem mit der wahren Natur von Membranen aus damals so genannten „albuminoiden Substanzen“ (Proteinen). Das heute noch häufig verwendete Fixiergemisch nach Carnoy wurde von ihm entwickelt. Es besteht aus Ethanol, Chloroform und Essigsäure im Volumenverhältnis von 6:3:1.
Zu Carnoys Schülern gehört der von ihm vor allem auf dem Gebiet der Zellbiologie beeinflusste belgische Anatom, Neurologe und Neuropathologe Arthur van Gehuchten (1861–1914).

## Wichtige Werke
- Manuel de microscopie à l'usage des élèves qui fréquentent l'Institut micrographique, Louvain, Peeters, 1879, 218 p.
- La biologie cellulaire, Lierre, Van In, 1884, 306 p.